# 1992年の政治
1992年の政治（1992ねんのせいじ）は、1992年（平成4年）の政治分野に関する出来事について記述する。

## できごと

### 1月
- 1月18日 -  鄧小平、湖北省武漢を訪問（南巡講話の開始）。
- 1月31日 -  大規模小売店舗法施行。

### 2月
- 2月7日 - （ヨーロッパ）マーストリヒト条約調印。
- 2月14日 -  佐川急便事件、東京佐川急便の前社長らを逮捕。

### 3月
- 3月1日
  - / ボスニア・ヘルツェゴビナ、ユーゴスラビアからの独立を宣言。
  -  暴力団員による不当な行為の防止等に関する法律（暴力団対策法）、育児休業、介護休業等育児又は家族介護を行う労働者の福祉に関する法律（育児休業法）施行。
- 3月24日 -  第14代総選挙で、与党民主自由党が過半数を下回って敗北。野党民主党や統一国民党が躍進。

### 4月
- 4月1日 -  千葉市が12番目の政令指定都市に移行。
- 4月7日 - / ボスニア・ヘルツェゴビナ紛争勃発。
- 4月9日 -  イギリスで総選挙。ジョン・メージャー率いる保守党が勝利。
- 4月25日 -  イタリア総選挙。戦後一貫して政権中枢の座にあった中道政党のキリスト教民主主義の得票率が初めて30％を割った。
- 4月28日 -  人民民主主義、社会主義を放棄したユーゴスラビア連邦共和国（新ユーゴ）設立を宣言。

### 5月
- 5月2日 -  国家公務員の週休2日制が実施される。
- 5月7日 -  熊本県知事、参議院議員であった細川護熙が文藝春秋誌上で「『自由社会連合』結党宣言」を発表。
- 5月22日 -  日本新党結成。

### 6月
- 6月2日 -  マーストリヒト条約調印に関する国民投票を実施、反対が多数を占める。
- 6月3日 -  環境と開発に関する国際連合会議（地球サミット）がリオデジャネイロで開催。
- 6月15日 -  PKO協力法成立。

### 7月
- 7月6日 -  ミュンヘンサミット開幕（～8日）。
- 7月20日 -  ヴァーツラフ・ハヴェルがチェコスロバキア大統領を辞任。
- 7月23日 -  アブハジアが独立を宣言、グルジアはこれを認めずアブハジア紛争勃発。
- 7月26日 -  第16回参議院議員選挙投票。

### 8月
- 8月24日 - / 国交樹立で合意。
- 8月27日 -  衆議院議員の金丸信が佐川急便から5億円を受領した問題で、自由民主党副総裁を辞任。

### 9月
- 9月28日 -  東京地方検察庁が金丸信に対して、政治資金規正法（量的制限違反）違反で東京簡易裁判所に略式起訴。
- 9月29日 -  東京簡易裁判所が金丸信に対し、政治資金規正法違反で罰金20万円の略式命令を出していたことが判明。

### 10月
- 10月1日 -  金丸信自民党前副総裁、パレロワイヤル永田町の個人事務所で政治活動を再開。
- 10月7日 -  砂防会館で経世会拡大常任幹事会。
- 10月14日 -  金丸前副総裁が、衆議院議員を辞職。経世会会長も辞任。
- 10月21日
  -  金丸前副総裁の議員辞職願受理。
  -  ホテルニューオータニ「桂の間」で経世会有志による決起集会。竹下派小沢系衆議院議員36名が参加。羽田孜を経世会会長に推すことを決定。
  -  金丸事務所で竹下元首相、金丸前副総裁、小沢経世会会長代行が会談。竹下系と小沢系が決裂。
  -  経世会最高幹部会紛糾。
- 10月23日 -  （午前零時過ぎ）原田憲経世会座長、記者団に「経世会会長には小渕恵三君が適任と考える」と発表し、小渕会長の流れが決定。
- 10月23日 -  天皇、中国訪問。歴代天皇では初の訪中。
- 10月28日 -  経世会会長に小渕恵三が就任。

### 11月
- 11月3日 -  大統領選挙が実施され、民主党のビル・クリントンが当選する。

### 12月
- 12月12日 -  宮澤内閣改造内閣発足。
- 12月18日 -  羽田孜、小沢一郎らが経世会を脱退し、改革フォーラム21（通称：羽田派）を結成。
- 12月19日 -  大統領選挙が実施され、金泳三が当選。
  - -  第2回立法委員選挙が実施され、中国国民党が単独多数を維持。
  - -  自由民主党総務会、単純小選挙区制を柱とした「政治改革の基本方針」を了承。